# Schela (Gorj)
Schela es una comuna ubicada en el distrito de Gorj, Rumania.

## Superficie
Cuenta con una superficie de 87,65 kilómetros cuadrados.

## Demografía
Hasta 2021 la población era de 1598 habitantes, con una densidad de población de 18,23 habitantes por kilómetro cuadrado.